# HD244307
HD244307 є хімічно пекулярною зорею спектрального класу
A2 й має видиму зоряну величину в смузі V приблизно 11,8.